# Saison cyclonique 2017 dans l'océan Pacifique nord-est
La saison cyclonique 2017 dans l'océan Pacifique nord-est est la saison cyclonique dans le Nord-Est de cet océan. Officiellement, elle débute le 1er juin 2017 se termine le 30 novembre 2017.